# Maximilian von Schütz
Maximilian Henrich Ferdinand von Schütz (* 24. Juni 1692 in Butzbach; † 14. April 1773 in Warlitz) war braunschweigisch-lüneburgischer Oberhauptmann und Finanzdirektor der kaiserlichen Exekution in Mecklenburg.

## Leben und Wirken
Maximilian von Schütz entstammte der bedeutenden hessischen Adelsfamilie Sinold genannt Schütz und war das letzte Kind des Butzbacher Stadtpfarrers Jost Hermann Sinold gen. Schütz. Sein Großvater war der bedeutende Jurist und Kanzler der Universität Gießen Justus Sinold gen. Schütz. Ein Pate bei seiner Taufe war der Gießener Theologieprofessor Johann Heinrich May. Seine Kindheit verbrachte Maximilian in Hannover, wo er nach dem Tod der Mutter Andreas Gottlieb von Bernstorff, dem Ehemann seiner Cousine, in Obhut gegeben wurde. Von 1709 bis 1711 besuchte er die Ritterakademie in Lüneburg, anschließend studierte er an den Universitäten Jena und Helmstedt. Im Juli 1714 beendete er das Studium mit einer juristischen Abschlussarbeit, die auch gedruckt wurde. Wie die meisten Vertreter seiner Familie verzichtete er ab etwa 1710 auf den Namensteil „Sinold“. 1718 wurde er von seinem Dienstherren Herzog August Wilhelm von Braunschweig-Lüneburg zum Hof- und Kanzleirat ernannt. Im Rahmen der kaiserlichen Exekution in Mecklenburg wurde er ab 1722 als Finanzbeamter in Boizenburg eingesetzt. Dort unterstand er Johann Ludwig von Fabrice, der dem verstorbenen Vorgesetzten Georg Ernst von Werpup nachgefolgt war. Aufgrund seiner Verdienste erhielt er 1728 den Titel "Oberhauptmann". 1732 heiratete er Amalia Margarethe von Fabrice und erwarb 1735 das Gut Warlitz bei Hagenow. Während des Siebenjährigen Krieges geriet Maximilian von Schütz 1759 beinahe in preußische Geiselhaft, was er in letzter Not mittels ärztlichem Attest und eines leidenschaftlichen Bittgesuches an seinen Dienstherrn in Wolfenbüttel abwenden konnte. In seiner Trauer um die vor ihm verstorbenen Kinder und das damit verbundene Erlöschen seines Familienzweigs beschloss er 1765, aus seinem Vermögen den großzügigen Kirchenneubau St. Trinitatis in Warlitz zu errichten. Dieser bedeutende Bau, mit welchem zahlreiche namhafte Künstler und der in Pritzier amtierende Pastor Heinrich Julius Tode als Architekt betraut wurden, ist bis heute original erhalten geblieben. Im Portal befindet sich das Familienwappen der Sinold gen. Schütz. Die Familiengruft, die Maximilian von Schütz im Zentrum der Warlitzer Kirche errichten ließ, ist 2013 mit drei erhaltenen Särgen umfassend restauriert worden.

## Werke
- Problema Juridicum an non omnes contractus juxta usum fori Germanici sint consensuales. Helmstedt 1714.